# Tyria ornata
Tyria ornata är en fjärilsart som beskrevs av Barend J. Lempke 1965. Tyria ornata ingår i släktet Tyria och familjen björnspinnare. Inga underarter finns listade i Catalogue of Life.